# Arquelao (filósofo)
Arquelao (en griego antiguo: Ἀρχέλαος) fue un filósofo griego de Atenas del siglo V a. C. perteneciente al grupo de los denominados presocráticos. Se dice que fue maestro de Sócrates. Muy poca información sobre la vida de Arquelao ha llegado hasta la actualidad, y no se conservan escritos suyos. Hijo de Apolodoro o, según otros, de Midón, fue discípulo de Anaxágoras y maestro de Sócrates. Fue el primero en traspasar la filosofía física de Jonia a Atenas y se le llamo físico. Con él, además, acabó la filosofía física, debido a que Sócrates introdujo la ética. Parece que también se dedicó a cuestiones éticas, pues filosofó también sobre las leyes, la bondad y la justicia.

## Biografía
Originario de Atenas (Ἀρχέλαος ὁ Ἀθηναίος) o de Mileto, su padre tenía por nombre Apolodoro o Midón. 
Arquelao tuvo por maestro a Anaxágoras, y se sostiene que fue el primero en llevar la filosofía natural a Atenas desde Jonia.

## Pensamiento
Conocido como el Físico por cultivar en especial la filosofía que reflexionaba sobre la naturaleza y los objetos, la antiguamente llamada física. Fue preceptor de Sócrates, a quien dio también lecciones de moral. Deliberó sobre la legislación, la bondad y la justicia. Señaló que «lo justo y lo injusto no lo son por naturaleza, sino por la ley». Sobre la naturaleza aseguraba que había dos causas que lo generaban todo, el frío y el calor; que el agua condensada produce la tierra y cuando se derrite produce el aire; que los animales nacen «del calor de la tierra, la cual destila un limo semejante a la leche, que les sirve de nutrimento» y que de esta misma manera nacieron por vez primera los hombres. Así también estableció que el mayor de todos los astros es el Sol, que los mares se encuentran contenidos en las profundidades de la tierra (en cuyas venas está infiltrado) y que el Universo es infinito.